# Bois-Grenier
Bois-Grenier là một xã ở tỉnh Nord trong vùng Hauts-de-France, Pháp.